# Robert Heyer
Robert Heyer (Worland, 1º marzo 1992) è un ex cestista statunitense.